# Зиганшина, Юлия Яковлевна
Ю́лия Я́ковлевна Зига́ншина (13 августа 1970, Казань) — российская певица, исполнитель романсов, авторской песни; играет на виолончели, гитаре, бас-гитаре. Заслуженная артистка Республики Татарстан (2015), Народная артистка Республики Татарстан (2025).

## Биография
Родилась и живёт в Казани. Поёт с пяти лет.
Окончила Казанское музыкальное училище по классу виолончели, параллельно несколько лет занималась гитарой и вокалом. В 1993 году окончила Казанский государственный университет, факультет журналистики.
Участница Фестиваля авторской песни им. Грушина в составе ансамбля «Уленшпигель», (1993).
Лауреат всероссийского конкурса молодых исполнителей русского романса «Романсиада-98».
Участница фестивалей в Пущино.
Лауреат 32-го Грушинского фестиваля (2005).
Хозяйка музыкального салона «Казанский романс», открытого в октябре 2000 года в концертном зале Культурного центра МВД РТ (ДК им. Менжинского — с 2019 года Культурный центр имени А. С. Пушкина.), где проходят выступления лучших молодых исполнителей русского романса
В 2000 году принимала активное участие в организации регионального тура международного конкурса «Романсиада» в Казани.
Участница трио «Трилогия» (с Еленой Фроловой и Эльмирой Галеевой).
Концерты в Москве (ГБКЗ «Россия», зал имени П. И. Чайковского, Колонный зал Дома Союзов, Международный Дом Музыки), Санкт-Петербурге, Самаре, Кирове, Сургуте, Ульяновске, Тюмени, Челябинске и других городах России.
Концерты в Германии (Берлин, Мюнхен, Франкфурт и др.) в 1995, 2000, 2004—2007 и 2010 годах, Франции (Париж, Ренн) в 2007 и 2010 годах, Испании (Барселона, 2007) и Польше (Варшава, Белосток, Зелена Гура, Лодзь и др.) в 2006—2011 годах, а также в Израиле (2009 и 2010).

## Дискография
- 2022 — «Когда я о тебе пою»
- 2020 — «Помню, как в памятный вечер»
- 2016 — «Вы мной играете»
- 2015 — «Звёздное эхо»
- 2013 — «Все она, все она»
- 2011 — «Мы вышли в сад…»
- 2011 — «В Казань дорогой столбовой»
- 2008 — «От второго лица»
- 2008 — «Негромкие песни Великой войны»
- 2008 — «Розмарин, шалфей, зверобой» (Трио «Трилогия»)
- 2007 — «Музыка на песке»
- 2006 — «Снова пою»
- 2006 — «Трилогия» (Трио «Трилогия»)
- 2004 — «Тихие песни моих друзей»
- 2003 — «Ты»
- 2001 — «Она поёт»
- 1998—2004 — «Царскосельская статуя»

## Видеография
- 2007 — «Золотые шлягеры» русского романса (DVD концерта)